# Kissing
Kissing település Németországban, azon belül Bajorországban. Lakosainak száma 11 764 fő (2023. december 31.). Kissing Mering, Friedberg és Ried községekkel határos.

## Népesség
A település népessége az elmúlt években az alábbi módon változott:
| Lakosok száma | 1095 | 2550 | 7569 | 8561 | 11 132 | 11 103 | 11 306 | 11 557 | 11 556 | 11 764 |
|               | 1875 | 1950 | 1975 | 1987 | 2012   | 2014   | 2016   | 2017   | 2021   | 2023   |